# Tao (Mali)
Tao is een gemeente (commune) in de regio Sikasso in Mali. De gemeente telt 6000 inwoners (2009).
De gemeente bestaat uit de volgende plaatsen:
- Fonfona (hoofdplaats)
- Siguemona
- Tionso